# Hollange
Hollange (Waals: Holindje) is een dorp in de Belgische provincie Luxemburg en een deelgemeente van Fauvillers.
Het dorpscentrum ligt ruim zes kilometer ten noorden van het dorpscentrum van Fauvillers.

## Geschiedenis
Op het eind van het ancien régime werd Hollange een gemeente. In 1823 werden bij een grote gemeentelijke herindeling veel kleine gemeenten in Luxemburg samengevoegd en de gemeenten Sainlez en Strainchamps werden bij Hollange gevoegd.
Bij de gemeentelijke fusies van 1977 werd Hollange een deelgemeente van Fauvillers.

## Demografische ontwikkeling
- Bronnen:NIS, Opm:1831 tot en met 1970=volkstellingen

## Bezienswaardigheden
- De Église Saint-Raymond
- De zes eeuwen oude watermolen annex bakkerij is op afspraak te bezichtigen. Er wordt meel en brood op basis van spelt geproduceerd.

Deelgemeenten: Fauvillers · Hollange · Tintange

Overige dorpen: Bodange · Burnon · Honville · Hotte · Malmaison · Menufontaine · Sainlez · Strainchamps · Warnach · Wisembach

Belgische gemeenten · Arrondissement Bastenaken · Luxemburg · Wallonië